# Souleymane Sidibé
Pour les articles homonymes, voir Sidibé.
Souleymane Yacouba Sidibé, dit Bébél, né le 24 mai 1949 et mort le 18 janvier 2022 est un officier général malien. Il a servi au sein de la gendarmerie malienne et a été plusieurs fois ministre et ambassadeur.

## Biographie
Il est né le 24 mai 1949 à Bamako. Il est issu de la 4e promotion de l'Emia, la même que le général Amadou Toumani Touré (ATT). Entre 1984 et 1991, il est ambassadeur du Mali en Allemagne de l'Est, en Hongrie et Bulgarie avec résidence à Berlin.

### Coup d'état de 1991
Il participe au coup d'état de 1991 avec ATT. Sous le comité de transition pour le Salut du peuple de la République du Mali, le chef d'escadron Sidibé est ministre des affaires étrangères du 5 avril au 26 août 1991, puis Secrétaire Permanent du CTSP jusqu'à la fin del a Transition. De 1992 à 1995, il est Ambassadeur au Canada, au Mexique, à Cuba, au Nicaragua et au Vénézuela. De 1995 à 2000, il est nommé Ambassadeur en Ethiopie, Érythrée, Soudan, Malawi, Kenya,Tanzanie, Djibouti et 5 autres pays dont l'Iran et l'Irak. Pendant cette periode, il est également le Représentant Permanent auprès de l'OUA, de la CEA (Addis Abeba) et du PNUE (Nairobi).
Il est nommé en 2001 Rapporteur de la commission ONU-OUA sur le dialogue intercongolais, qui mènera à la signature de l'accord de Sun City. 
Il est de nouveau ministre de la protection intérieure et de la sécurité civile après l'élection d'ATT comme président, du 14 juin 2002 au 02 mai 2004.
Il fut le Président de  la Commission d'Organisation de plusieurs rencontres nationales et internationales, telles que la Conférence sur le Nord (1991), le Pacte de Réconciliation Nationale (1992) et la Conférence de la FAO (2003).

### Général

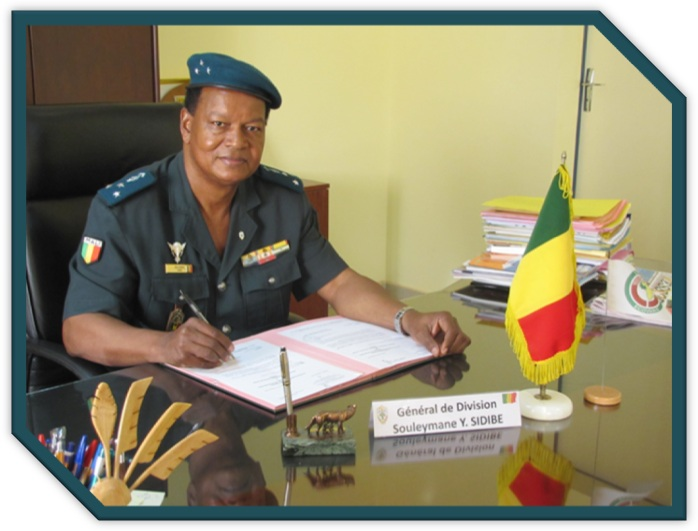
Le général de division Souleymane Y. Sidibé, alors directeur de l'école de maintien de la paix.

Il est promu général de brigade en janvier 2007. Il devient directeur de l'École de maintien de la paix Alioune Blondin Beye en mai 2007. Il est promu général de division le 1er octobre 2010. Depuis son départ de la direction de l'EMP en mai 2014, il est Directeur de l'Agence Nationale de la Sécurité Routière.